# Église Saint-Germain de Buxy
L'église Saint-Germain de Buxy est une église située sur le territoire de la commune de Buxy dans le département français de Saône-et-Loire et la région Bourgogne-Franche-Comté.

## Historique
L'église Saint-Germain est érigée du XIIe au XVIe siècle. Pas moins de trois cloches se trouvent dans le clocher, parmi lesquelles Germaine, la plus grosse (environ 1 500 kg), qui figure parmi les plus anciennes conservées dans le diocèse d'Autun ; elle y fut placée en 1515 et n'en a pas bougé depuis plus de cinq siècles. Une nef du XIXe siècle. Abside en cul-de-four flanquée de deux absidioles. En 1518, construction de deux chapelles gothiques, l'une de la famille Perrault, l'autre de la famille Cortot. Dans une chapelle située près du chœur est visible un « vitrail du souvenir », composé sur le thème de la Première Guerre mondiale et sur lequel apparaissent deux Poilus, le Christ et sainte Jeanne d'Arc.

## Protection
Elle fait l'objet d'une inscription au titre des monuments historiques depuis un arrêté du 9 juillet 1943.

## Culte
Édifice consacré du diocèse d'Autun relevant de la paroisse Saint-Vincent-des-Buis (siège à Buxy) – qui en est affectataire au titre de la loi de 1905 –, l'église de Buxy est, plusieurs siècles après sa construction, un lieu de culte catholique. 